# Patinoire du Grand Belfort

Vue extérieure de la patinoire de Belfort

La Patinoire du Grand Belfort (anciennement Patinoire de la Communauté de l'Agglomération Belfortaine) est le nom de la patinoire du Grand Belfort en Franche-Comté. Elle a été inaugurée en 1976.

## Description
La patinoire de Belfort a été inaugurée en 1976. Elle offre une piste de glace de 58 mètres de long sur 28 mètres de large. Elle se situe dans un parc de loisirs sur la commune d'Essert, à l'ouest de l'agglomération belfortaine.
En 2000, la communauté d'agglomération Belfortaine a financé sa rénovation pour un montant de 1 829 388 euros. Sa capacité d’accueil est de 1250 places.
En janvier 2017, le Grand Belfort est créé. À cette occasion, la patinoire s'appelle Patinoire du Grand Belfort.
Plusieurs activités sportives ou de loisirs se mêlent au sein de la patinoire :
- le patinage de loisirs pour tout public
- l'initiation au patinage pour les débutants est assurée par des éducateurs territoriaux spécialisés
- l'activité sportive se fait au sein du club de l'Association Sportive Municipale de Belfort (ASMB). On peut y pratiquer :
  - le patinage de vitesse sur piste courte, appelé également le Short Track
  - le patinage artistique,
  - la danse sur glace, et le ballet sur glace.
- le hockey sur glace, indépendant de l'ASMB depuis 2018
- des spectacles de patinage artistique sont régulièrement proposés, ainsi que des compétitions sportives de haut niveau.

## Clubs résidents
L'Association sportive municipale belfortaine (ASMB) est une fédération sportive omnisports qui regroupe de multiples disciplines sportives. Quelques sections de cette association se trouvent dans la patinoire :
- ASMB Vitesse (club de Short Track)
- ASMB Patinage Artistique
- ASMB Danse sur glace et Ballet sur glace

L'équipe de Hockey sur glace s'est rendue indépendante de l'ASMB et s'appelle désormais le Grand Belfort Hockey Club.
- GBHC (anciennement ASMB Hockey)

## Compétitions
La patinoire a accueilli plusieurs compétitions nationales :
- les Championnats de France de patinage artistique 1978
- les championnats de France de patinage artistique 1979
- les Championnats de France de patinage artistique 1985
- le Championnat du monde B masculin de handball 1989
- les championnats de France de patinage de vitesse sur piste courte 2002 (en mars 2002)[2]
- les championnats de France de patinage de vitesse sur piste courte 2007 (en avril 2007)[3]
- les championnats de France de patinage de vitesse sur piste courte 2008 (en février 2008)
- les championnats de France couples de Danse sur glace 2011
- les championnats de France solos de Danse sur glace 2014
- la demi-finale du Championnat de France du Trophée Loisirs de hockey sur glace en 2018[4]
- les championnats de France de Short Track (patinage de vitesse sur piste courte) les 9 et 10 avril 2022